# Alsóvadász
Alsóvadász là một thị trấn thuộc hạt Borsod-Abaúj-Zemplén, Hungary. Thị trấn này có diện tích 22,91 km², dân số năm 2010 là 1579 người, mật độ 69 người/km².